# Popalzai-klanen
Popalzai-klanen är en gruppering inom den pashtunska abdalistammen, som bor i området omkring staden Kandahar i södra Afghanistan. 

En av dess mest framträdande medlemmar är den tidigare afghanske presidenten Hamid Karzai.